# 私人企业家
私人企业家，是中华人民共和国在当前时代对于资本企业所有者的俗称。在本质上，它与资产阶级、资本家、商人这些概念相同。但由于中国共产党一贯的宣传风格，许多约定俗成的概念往往以隐晦曲折或转意的形式被赋予新的称谓，以回避意识形态中的争论。按照严格的标准，“私人”二字是多余的，完全可以省去。
但对于中国，在企业家之前贯以“私人”字样，具有政治背景意义。因为“私人”与“公有”相对。在中国目前的政治经济体制中，公有制与私有制常常作为社会主义经济形式的概念而相提并论。所以“私人企业家”的概念是一种承认资本主义制度而又回避对其表示公开的接纳的宣传方式。